# Fantasma d'amore
Fantasma d'amore è un film del 1981 diretto da Dino Risi.
Ambientato a Pavia, il film è direttamente tratto dall'omonimo romanzo dello scrittore pavese Mino Milani.

## Trama
Il Dottor Nino Monti, commercialista di Pavia molto rispettato, incontra su un autobus una donna visibilmente consunta e sofferente a cui presta 100 lire per la corsa. Giunto a casa dalla moglie Teresa, Nino riceve una telefonata dalla donna dell'autobus che vorrebbe restituirgli il denaro e che si palesa come Anna Brigatti, suo grande amore di gioventù mai dimenticato. Sconvolto dal contrasto fra il ricordo di Anna e l'immagine della donna deturpata, nega un secondo incontro. Il giorno dopo Nino trova sulla sua scrivania una moneta da 100 lire. Qualche giorno dopo sente il bisogno di ripercorrere la via in cui Anna abitava da ragazza e dove i due si scambiarono il primo bacio; improvvisamente la donna dell'autobus compare chiedendogli di baciarla ancora una volta e Nino, che conserva il ricordo di un'Anna radiosa e bellissima, si allontana inorridito pulendosi la bocca. Quella sera stessa, Nino riceve in casa il ragioniere del suo ufficio, sconvolto per aver assistito all'omicidio di una portinaia proprio nella via in cui Nino si trovava poco prima. Giorni dopo si scopre che la portinaia è stata sgozzata dal nipote, Mario Lucchi, ora latitante; in seguito il presunto assassino invia una lettera al giornale locale in cui tenta di discolparsi, mentre sulla vittima girano voci sul fatto che praticasse aborti clandestini. Durante una rimpatriata fra compagni di scuola, Nino viene a sapere dal dottor Arnaldi che Anna è morta di cancro ormai da tre anni, dopo aver sposato il conte Zighi ed essersi trasferita a Sondrio. Dovendo accompagnare la moglie proprio a Sondrio, Nino telefona al conte Zighi per avere un incontro e conoscere i dettagli sulla morte di Anna, ma all'altro capo del telefono è proprio lei a rispondergli e a invitarlo a casa sua. A villa Zighi Nino ritrova l'Anna piacente che conosceva un tempo; entrambi insoddisfatti dei rispettivi matrimoni, i due ricordano i momenti passati insieme vent'anni prima fino a confessare di amarsi ancora. Quando Anna chiede il motivo della sua telefonata, Nino racconta della donna incontrata sull'autobus e delle informazioni avute dall'amico dottore. Anna ne sembra quasi divertita e afferma che la donna in impermeabile è in realtà una sua vecchia amica con problemi mentali che le somiglia e si spaccia per lei. Successivamente Nino racconta anche dell'incontro avvenuto un momento prima del delitto: Anna, che ne era già al corrente, confessa di aver conosciuto sia la vittima sia Mario Lucchi poiché quest'ultimo la corteggiava insistentemente. Infine Anna promette a Nino di telefonargli per una gita sul Ticino, nei luoghi del loro amore giovanile. Nino telefona al dottor Arnaldi informandolo che Anna è viva e in salute, ma il medico incredulo chiede a Nino di recarsi al suo studio per parlare della cosa di persona. Tuttavia Arnaldi muore improvvisamente d'infarto e sul tavolo della sala d'aspetto Nino scorge una moneta da 100 lire. Turbato dalle strane coincidenze, Nino si reca da Don Gaspare, un sacerdote studioso di alchimia e dell'occulto il quale lascia intendere che esista un collegamento fra il mondo dei vivi e quello dei defunti i quali avrebbero la facoltà di parlarsi ancora. Improvvisamente squilla il telefono, il sacerdote risponde ma visibilmente spaventato riattacca. Quando l'apparecchio suona una seconda volta, nonostante il sacerdote lo preghi di non farlo, Nino risponde: è Anna che fissa un appuntamento per l'indomani sul Ticino. La comunicazione poi si interrompe e Don Gaspare prega Nino di non andare. Mentre si dirige in barca al luogo dove Anna lo aspetta, Nino scorge un uomo dall'aspetto cupo a cui offre un passaggio per l'altra riva; questi però si limita a fissarlo in silenzio. Durante la gita in barca Nino chiede ad Anna del suo legame con Mario Lucchi; la donna diventa improvvisamente distante e fredda, infine confessa di essere stata violentata da Lucchi e di aver abortito quasi costretta per opera della zia di lui. Fu a causa di questo evento che Anna decise poi di andarsene, scomparendo improvvisamente dalla vita di Nino. Mentre stanno per attraccare a riva, Anna cade accidentalmente in acqua. Nino allerta subito le autorità che però non trovano alcuna traccia di Anna, e anche la sua auto sembra scomparsa; nel frattempo la notizia si dirama e tutti in città vengono a conoscenza degli incontri fra Nino e la donna scomparsa, inclusa Teresa. Nino, ormai convinto che Anna sia annegata, torna a villa Zighi dove viene ricevuto dal conte. Quando Nino tenta di giustificare l'accaduto, il conte ribadisce che la moglie è deceduta da tre anni e, di fronte all'insistenza di Nino, gli intima di andarsene. Mentre sale sulla sua auto, Nino incontra la cameriera del conte alla quale chiede di accompagnarlo al cimitero per vedere la tomba di Anna con i suoi stessi occhi; la cameriera mostra a Nino l'ultima foto scattata ad Anna prima di morire e nella quale ella appare così come Nino l'aveva incontrata sull'autobus la prima volta. Nino crede ormai di essere impazzito, tanto più che anche la questura di Sondrio, interpellata da quella di Pavia, conferma il decesso di Anna tre anni prima; per non essere creduto pazzo, Nino dichiara al questore di essersi trovato in compagnia di una prostituta e di aver dichiarato di essere stato in compagnia di Anna solo per salvare la sua onorabilità. Proprio in quel momento giunge la notizia del ritrovamento di un corpo nel fiume. Il corpo però non è quello di Anna, ma dell'uomo che Nino aveva visto due giorni prima sulla riva del fiume. Il medico legale conferma che si tratta del corpo di Mario Lucchi, in acqua da una settimana. Nino, sconvolto, non riesce a trovare una spiegazione se non quella che Anna sia un fantasma tornato per vendicarsi di Lucchi; mentre cammina per strada rivede l'Anna invecchiata e malata, scendere da un autobus e la raggiunge. Nino dichiara ancora una volta il suo amore e l'impossibilità di dimenticarla ma le dice addio sperando che Anna trovi finalmente pace. Anna afferma che è lo stesso Nino a invocarla spinto dal desiderio di rivederla. Dopo averlo baciato un'ultima volta, Anna si getta dal ponte ma quando Nino si affaccia vede solo il suo impermeabile librarsi nel vuoto e cadere nel fiume. Tornato a casa trova un biglietto della moglie che lo ha lasciato. Rimasto solo, Nino per un attimo ripensa al volto di Anna riflesso nelle acque del fiume e subito sente il telefono squillare. Anziché rispondere Nino, consapevole che probabilmente è Anna a chiamarlo, stacca il telefono ma l'apparecchio riprende a squillare. Nino, ora in una casa di cura, racconta la sua storia a uno dei pazienti; improvvisamente interrompe la conversazione poiché chiamato da Anna che gli compare nelle vesti di giovane infermiera.

## Colonna sonora
Il film si avvalse delle musiche composte da Riz Ortolani, che per l'occasione chiamò il Re dello Swing Benny Goodman, il quale venne appositamente a Roma e incise col suo clarinetto la colonna sonora.